# مال‌لی-شیخ‌لی
مال‌لی-شیخ‌لی (به لاتین: Mallı-Şıxlı) یک منطقه مسکونی در جمهوری آذربایجان است که در شهرستان گوی‌چای واقع شده است. مال‌لی-شیخ‌لی ۱۶۴۶ نفر جمعیت دارد.